# Museu a l'aire lliure de Kommern

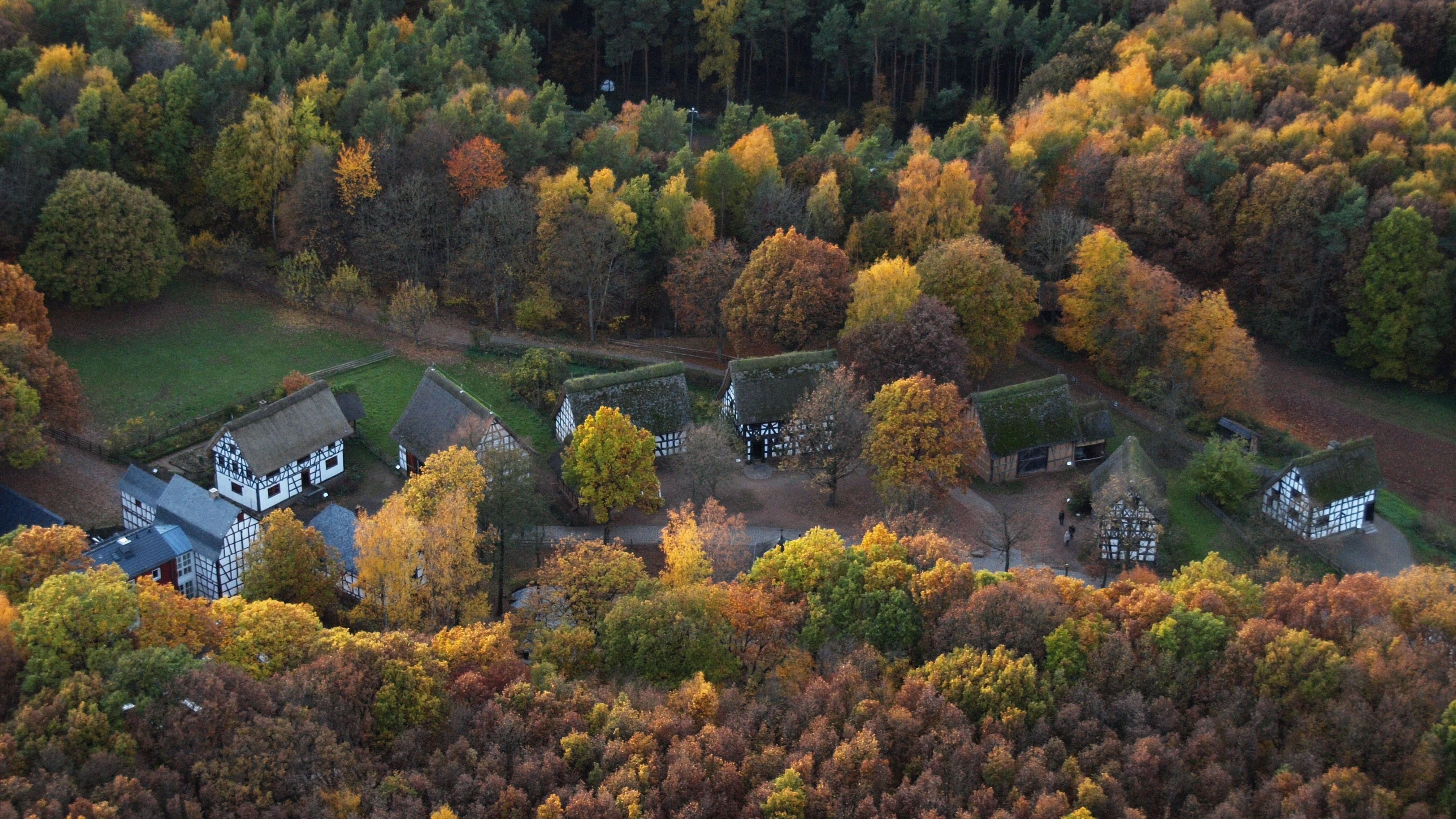
Vista d'una part del Museu a l'Aire Libre de Kommern. Fotografia aèria 2015

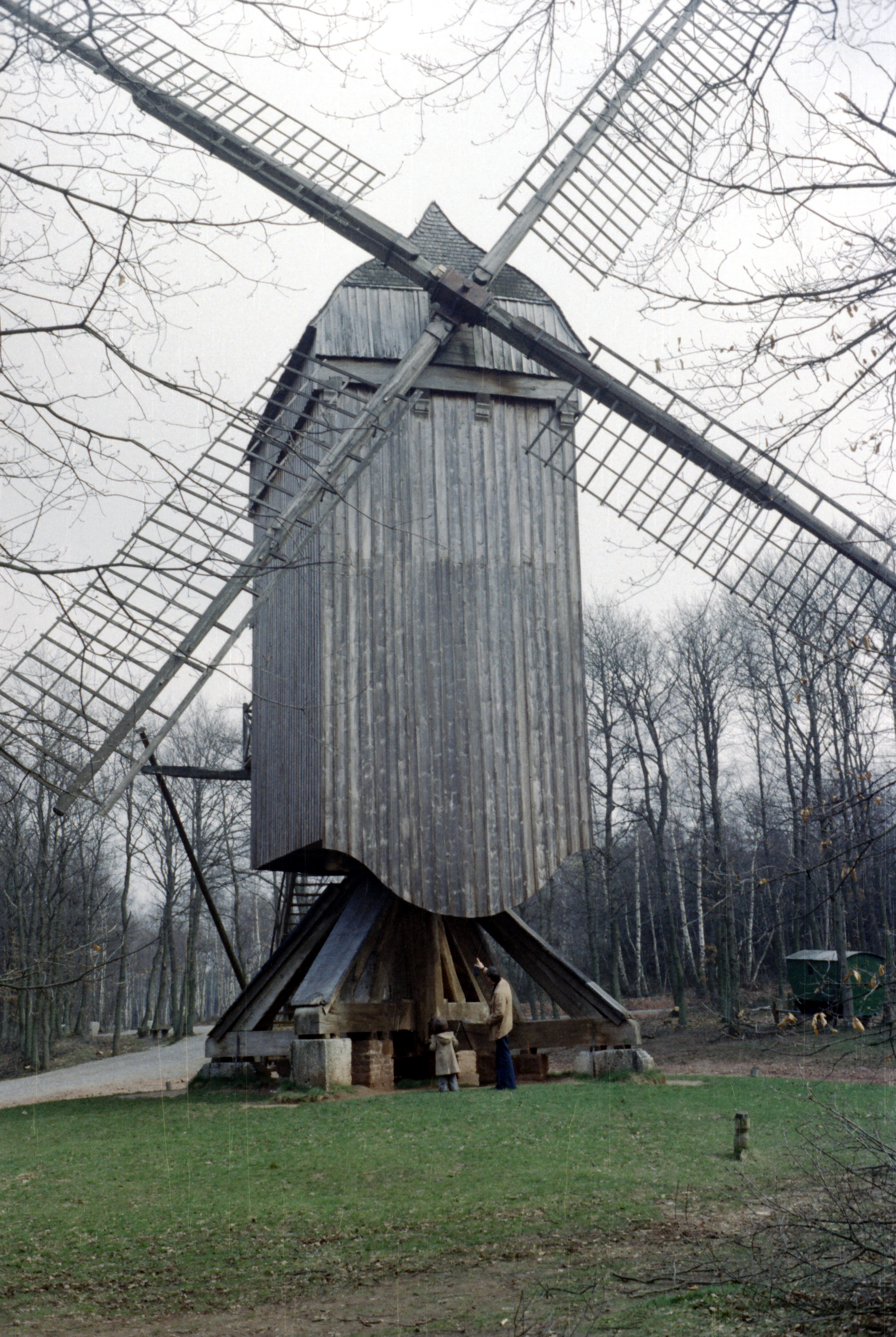
Un molí de correus de Spiel

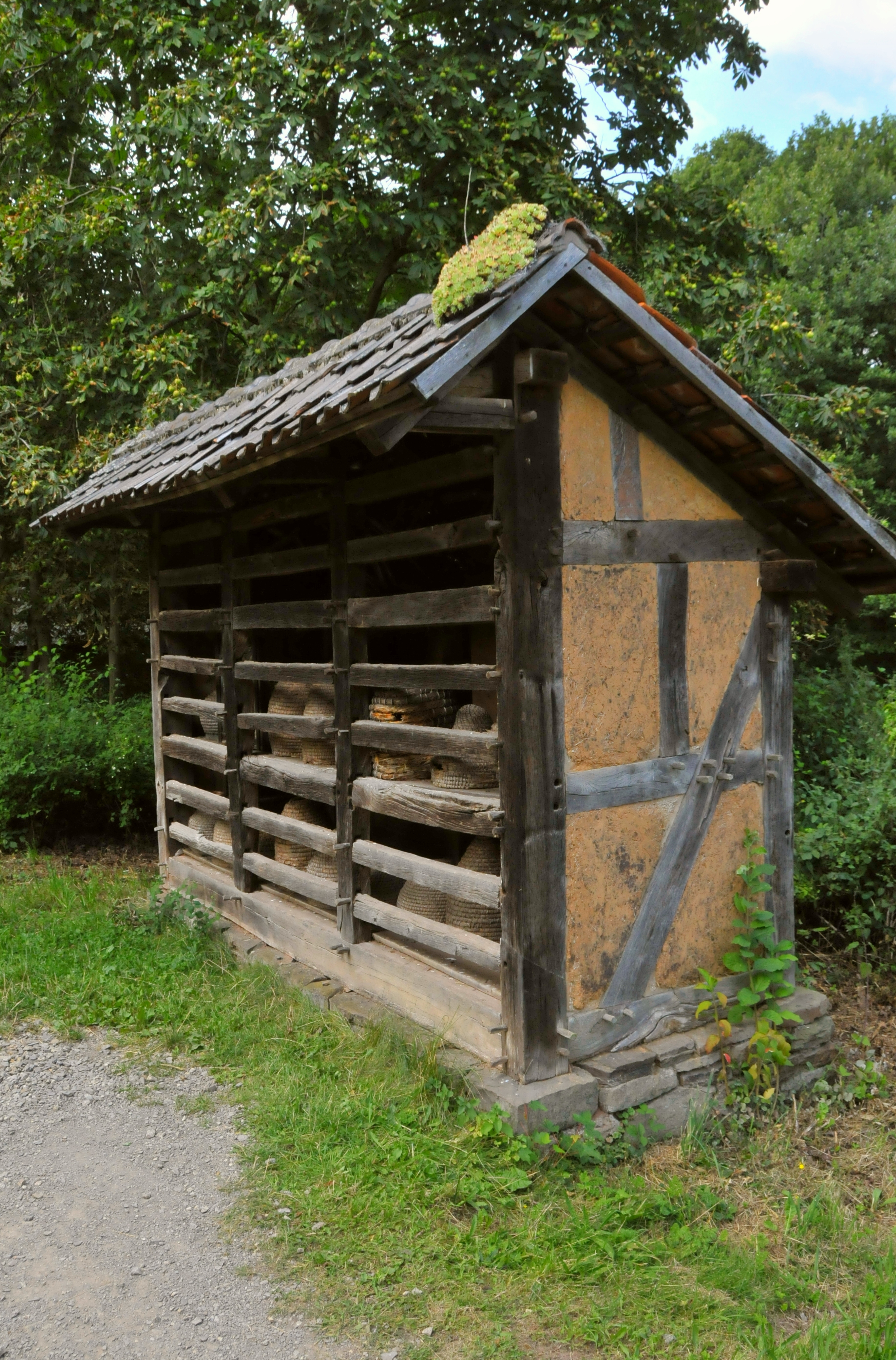
Rusc de Birkenbeul

El Museu a l'aire lliure de Kommern (alemany: LVR-Freilichtmuseum Kommern) i el Museu Estatal d'Art Popular renà (Rheinische Landesmuseum für Volkskunde) a Kommern / Eifel és un dels museus a l'aire lliure més grans d'Europa, amb una superfície de més de 95 hectàrees i exposant al voltant de 67 edificis històrics de la província prusiana del Rin. És gestionat per l'Associació Regional de Renània (Landschaftsverband Rheinland, LVR).

## Història
La planificació d'un museu a l'aire lliure a Renània es remunta a la dècada de 1950. Aproximadament 30 ciutats, pobles i pobles entre Aquisgrà, Colònia i la zona del Ruhr, incloent-hi Duisburg, Krefeld, Rheydt i Kommern (avui part de Mechernich, però encara independents en aquell moment) van sol·licitar el privilegi. El museu va ser inaugurat el 20 de juliol de 1961. Els seus líders han estat Adelhart Zippelius (fins a 1981), Dieter Pesch (1981 a 2007) i Josef Mangold (2008 - actualitat).

## Museu
Al voltant de 67 edificis, inclosos corrals, molins de vent, tallers, edificis comunitaris de pobles com escoles, forns, sales de ball i capelles, tots els quals es van originar al territori de l'antiga província del Rin de Prússia i els seus predecessors, s'han reunit en quatre grups. Camps de conreu, hortes i horts completen el quadre. Les exposicions provenen principalment de la regió de Westerwald / Rin Mitjà, de les muntanyes d'Eifel i dels contraforts de Voreifel, del Baix Rin i de Bergisches Land. Retraten la vida quotidiana des del segle XV. En construcció hi ha un altre grup d'edificis com el "Rhineland Market Place" (Marktplatz Rheinland), que il·lustrarà la vida rural i de petita ciutat de Renània, tant a casa com a la feina, des dels anys cinquanta fins als vuitanta. Amb això, el Museu a l'aire lliure de Kommern també es convertirà en un museu de la cultura de la vida quotidiana del segle xx.
A més, el museu té exposicions permanents i canviants en la seva funció de Museu Estatal de Renan per a la Cultura Popular (Rheinisches Landesmuseum für Volkskunde).
El Kommern Open Air Museum té un programa anual amb uns 70 esdeveniments especials. Els més importants són el Jahrmarkt anno dazumal ("Mercat Anual l'any Dot"), que es duu a terme des del Dissabte de Pasqua fins al Diumenge Blanc, la Zeitblende ("Finestra del Temps"), que es remunta a 50 anys a la Renània i al món en general i la Nach der Ernte ("Després de la Collita") la tercera o quarta setmana de setembre.
Un punt destacat del museu és el seu programa d'història de vida. Sota el lema Gespielte Geschichte ("Història en acció"), els actors es reuneixen amb els visitants en primera persona com a persones històricament identificables o com persones quotidians d'una època i situació social particulars i "atreuen" als convidats del museu al passat.

## Exposicions permanents
WirRheinländer
En aquesta exposició es retrata la història de la Renània i la vida dels renans des de l'ocupació francesa de 1794 fins a l'inici del miracle econòmic després de 1950. El visitant camina per una avinguda històrica en un saló d'exposicions amb més de 50 rèpliques d'edificis de Renània, en el qual es presenten escenaris sobre la història de Renània.
A més, hi ha diverses exposicions canviants.

## Prohibició de la fotografia
Existeix una prohibició de facto de la fotografia en el museu. La fotografia privada està permesa en principi, però qualsevol publicació de fotos i vídeos, fins i tot en plataformes no comercials, està prohibida.

## Galeria

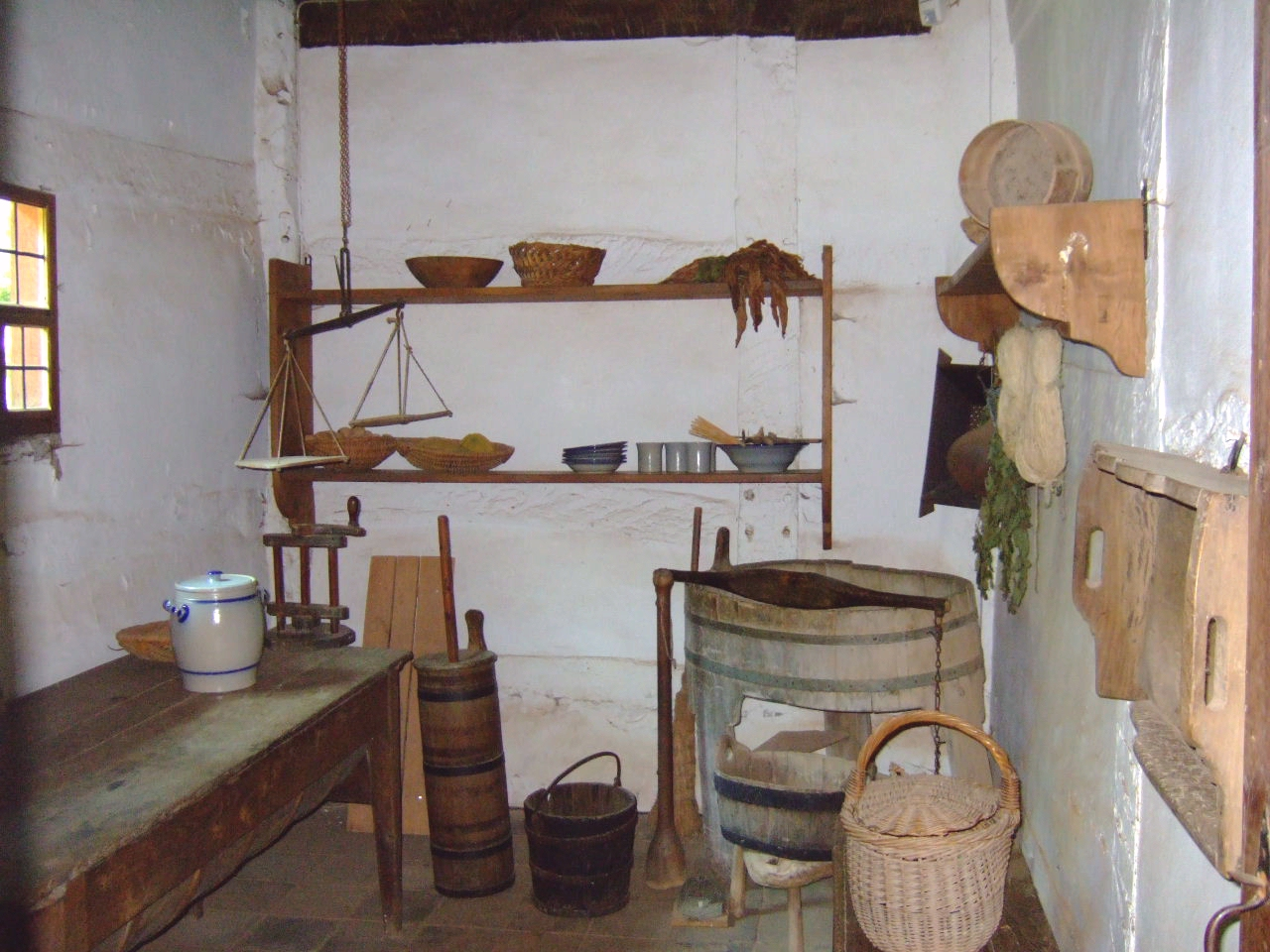
Cuina de la casa de Kessenich (1616)
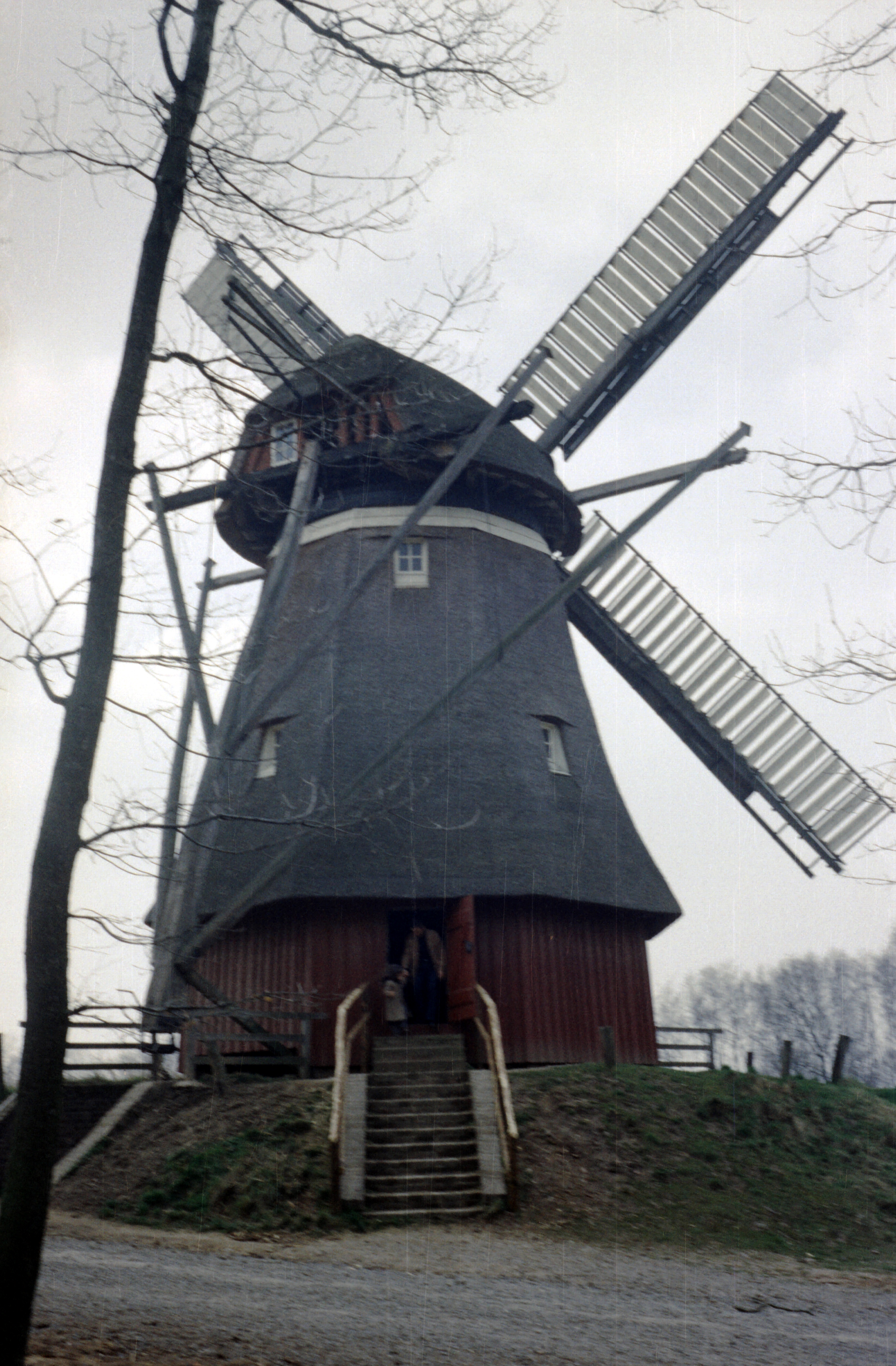
Un molí de fum de Neuenkirchen
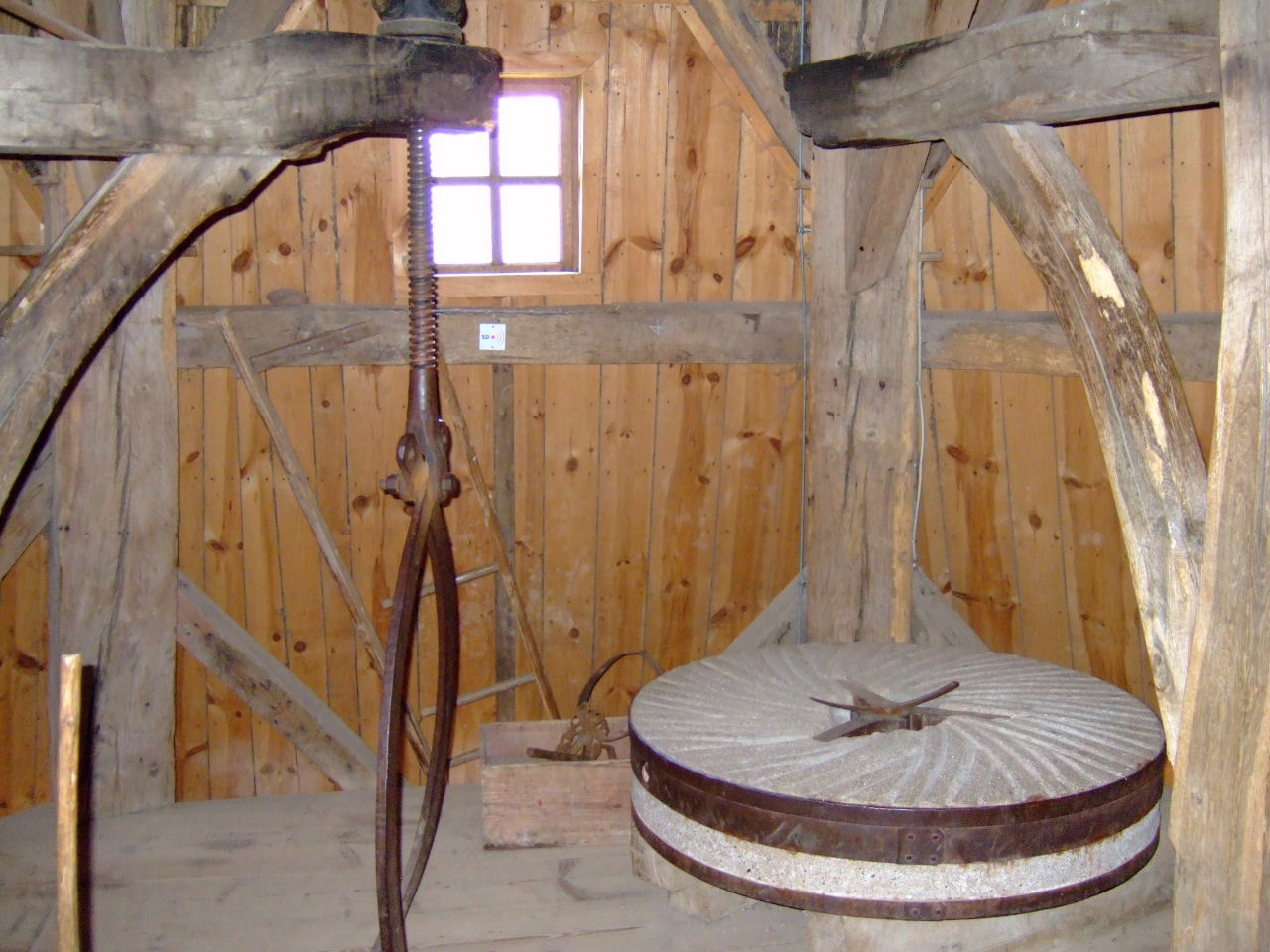
Vista dins del molí
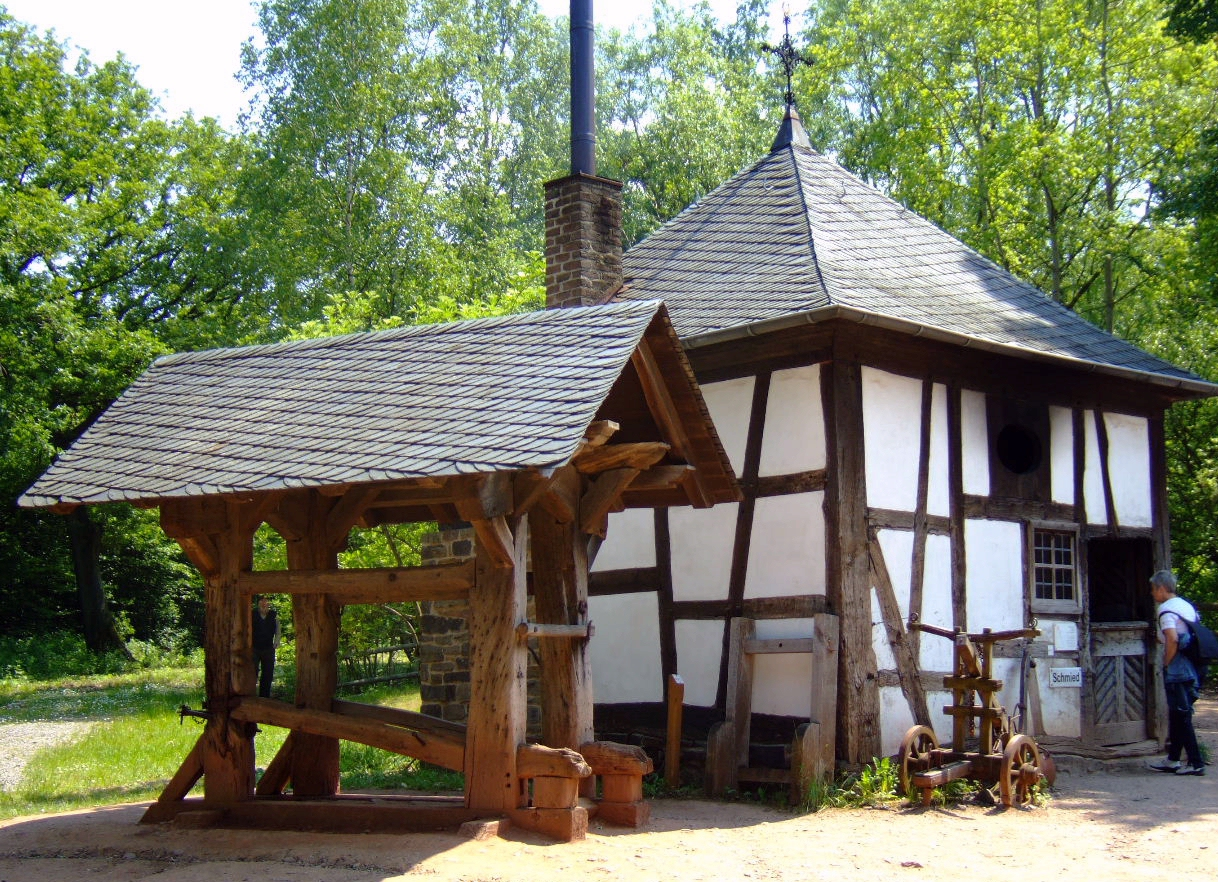
Forja de Bornich